# サタデーキューティナイト アイドルスタジオNo.1
サタデーキューティナイト アイドルスタジオNo.1（ - ナンバーワン）は、2010年10月9日から2011年4月2日までニッポン放送の制作で、NRN系列のラジオ局にて放送されていたラジオ番組。

## 概要
「アイドルが元気だと日本が元気になる!」「元気の無い世の中に元気をくれる番組」をコンセプトに、毎週土曜日19:00から20:30まで生放送されている。ただ、制作局のニッポン放送が途中の19:50で終了（別番組放送のため飛び降り）となる他、20:00から放送が始まる（飛び乗り）局も存在するため、局によって放送時間が異なっている。更に、制作局のニッポン放送では、この時間帯に特番を組むことが多く、ネット局のみの裏送り放送となることも多い。
週替わりで出演するアイドルパーソナリティと一緒に毎週出演するのは、ニッポン放送アナウンサーの吉田尚記。生放送である特性を活かし、オープニングではアイドルが本番組がネットされている地域の天気予報をニッポン放送の玄関前から伝えている。番組へのメッセージには、30代、40代のリスナーからのものも多く寄せられ、本番組中のコーナーでも「親の世代のリスナー」を意識している。
途中、19:20頃 - 19:38頃には内包番組『K-POPナイト 韓流エクスプレス』（パーソナリティ：増田みのり）を放送している。つまりニッポン放送では「アイドルスタジオ」は実質30分。
2010年11月13日放送の回からは、Ustreamによる中継も開始した。Ustream中継では“延長戦”と称して、最大で21:00まで、電波に乗らない部分が放送される。

## アイドルパーソナリティ
| 回 | 放送日         | パーソナリティ                                                       | 備考              |
| -- | -------------- | -------------------------------------------------------------------- | ----------------- |
| 1  | 2010年10月9日  | 中野腐女シスターズ（乾曜子、喜屋武ちあき）                           | [ 1 ]             |
| 2  | 2010年10月16日 | 福田花音（スマイレージ）                                             | [ 1 ]             |
| 3  | 2010年10月23日 | 真野恵里菜                                                           | [ 2 ]             |
| 4  | 2010年10月30日 | 新垣里沙（モーニング娘。）                                           | [ 3 ]             |
| 5  | 2010年11月6日  | 9nine                                                                | [ 3 ]             |
| 6  | 2010年11月13日 | 腐男塾（赤園虎次郎、武器屋桃太郎、流原蓮次）                         | [ 4 ]             |
| 7  | 2010年11月20日 | アイドリング!!!（遠藤舞、河村唯、菊地亜美）                          |                   |
| 8  | 2010年11月27日 | 松山メアリ（bump.y）                                                 |                   |
| 9  | 2010年12月4日  | SUPER☆GiRLS（八坂沙織、宮崎理奈、荒井玲良、秋田恵里）                |                   |
| 10 | 2010年12月11日 | モーニング娘。（高橋愛、光井愛佳、亀井絵里、ジュンジュン、リンリン） | 12月2日に公開収録 |
| 11 | 2010年12月18日 | さくら学院（武藤彩未、三吉彩花）                                     | [ 5 ]             |
| 12 | 2010年12月25日 | Girl〈s〉ACTRY（高城樹衣、三田寺理紗）                               |                   |
| 13 | 2011年1月1日   | 熊井友理奈（Berryz工房）                                             | [ 6 ]             |
| 14 | 2011年1月8日   | ももいろクローバー                                                   |                   |
| 15 | 2011年1月15日  | よしもとグラビアエージェンシー（谷侑加子、花乃由布莉、林沙奈恵）     |                   |
| 16 | 2011年1月22日  | 小川真奈（キャナァーリ倶楽部）                                       |                   |
| 17 | 2011年1月29日  | アイドリング!!!（尾島知佳、野元愛、後藤郁）                          | [ 7 ]             |
| 18 | 2011年2月5日   | スマイレージ                                                         | [ 8 ]             |
| 19 | 2011年2月12日  | ミスFLASH2011（黒田有彩、鈴木ふみ奈、仁藤みさき、斎藤眞利奈）        | [ 9 ]             |
| 20 | 2011年2月19日  | 東京女子流                                                           |                   |
| 21 | 2011年2月26日  | 萩原舞（℃-ute）                                                      | [ 10 ]            |
| 22 | 2011年3月5日   | ももいろクローバー                                                   | [ 11 ]            |
| － | 2011年3月12日  | （報道特別番組に切り替えのため休止）                                 | [ 12 ]            |
| 23 | 2011年3月19日  | 中野腐女シスターズ（喜屋武ちあき、京本有加、原田まりる）             |                   |
| 24 | 2011年3月26日  | bump.y（松山メアリ、宮武美桜）                                       | [ 12 ]            |
| 25 | 2011年4月2日   | 吉川友                                                               | [ 13 ]            |

1. 1 2  北日本放送は20:00に飛び降り　#ネット局・放送時間参照
2. ↑  ニッポン放送はクライマックスシリーズ中継のため休止
3. 1 2  ニッポン放送・ラジオ福島（11月6日のみ）・山梨放送・北日本放送・北陸放送・福井放送・高知放送は日本シリーズ中継のため休止
4. ↑  北陸放送・福井放送はTOYOPET MUSIC SESSION全国ナイスミドル音楽祭2010により休止
5. ↑  ニッポン放送は特別番組「水谷豊　宇崎竜童　おとなのラジオ」放送のため休止となり、ネット局のみの裏送り放送となった。
6. ↑  ニッポン放送は特別番組「新世紀ゴルフ伝説　ジャンボと3人の若武者たち」放送のため休止となり、ネット局のみの裏送り放送となった。また、当回は生放送ではなく12月30日に事前収録での録音放送であったため、Ustreamによる中継はされなかった。
7. ↑  野元と後藤は労基法に基づく年少者保護のため20:00で退出。以後は尾島と吉田アナの差しでのトークとなったが収拾が着かなくなり延長戦も21:00まで延びた。
8. ↑  ニッポン放送ではこの回のみ20:10まで放送された。
9. ↑  2月7日にイマジンスタジオで行なわれた選出発表記者会見の様子を収録。
10. ↑  ニッポン放送は特別番組「池上彰のズバリ! ラジオ サタデースペシャル」放送のため休止。
11. ↑  全員が20歳未満のため、「人生を豊かに! ニッポンをもっと楽しもう計画」の関連企画は行われなかった。
12. 1 2  2011年東北地方太平洋沖地震のため。当該時間帯において、ニッポン放送自社で放送される首都圏向け報道特番と、ニッポン放送制作裏送りによるNRN報道特番が二重制作された。関西地区ではABCラジオがニッポン放送自社分を2局ネットで放送し、ラジオ大阪がNRN報道特番をネット受けしたため、ニッポン放送制作の特番が同一地域の2局で並行して放送された。本来はbump.yが出演予定だった。このため、収録だけ済ませ3月26日に放送された。
13. ↑  ニッポン放送でも20:30までフルで放送された。

## コーナー
- アイドルプロファイル!! 親の顔が見てみたい!!
その日出演のアイドル達がどんな家庭環境で育ったのかを紹介。
- 思春期人生相談
思春期の娘を持つ、親のリスナーの悩みにアイドル達が回答。
- 娘に言われたい言葉リクエスト
親のリスナーが、自分達の娘に代わって言って欲しい言葉をアイドル達にリクエスト。

## ネット局・放送時間
◎ - フルネット　▼ - 途中飛び降り △ - 途中飛び乗り
- ▼ニッポン放送：19:00 - 19:50

（◎ Ustream：19:00 - 未定（最大延長21:00））
- △IBC岩手放送：20:00 - 20:30
- ◎秋田放送：19:00 - 20:30
- ◎山形放送：19:00 - 20:30
- ◎ラジオ福島：19:00 - 20:30
- △山梨放送：20:00 - 20:30
- ◎北日本放送：19:00 - 20:30
- △北陸放送：20:00 - 20:30
- △福井放送：20:00 - 20:30
- △高知放送：20:00 - 20:30

※放送時刻は日本標準時、放送日により放送時間の変動あり